# Cratere Kai
Kai è un cratere sulla superficie di Marte.